# Палац Скибневських (Нове Поріччя)
Палац Скибневських — втрачена споруда у селі Нове Поріччя.

## Літопис
Порічя Нове належало Гербуртам, Замойським. В Замойських Поріччя Нове відкупив Віктор Скибневський, який народився у Фельштині на Поділлі, походив з дрібної шляхти. Скибневські походили з Підляшшя.

## Палац
У Поріччі Новому Віктор Скибневський вибудував палац. Біля палацу Діонісій Міклер (також відомий як Деніс Макклер) заклав ландшафтний парк. В парку знаходилась також оранжерея. Палац був зруйнований на поч. 20 ст.

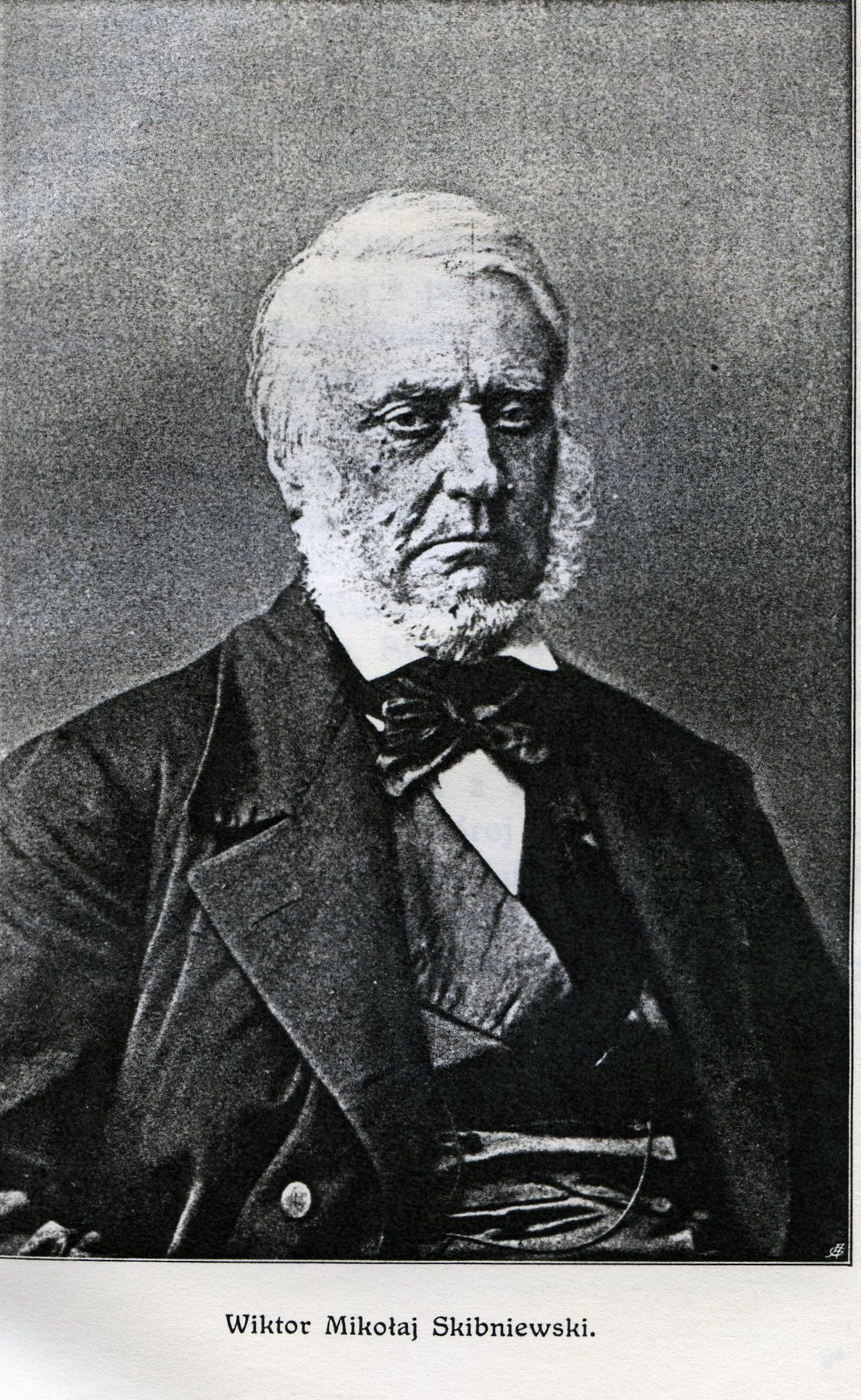
Віктор Скибневський